# Сука війна
«Сука війна»  — пісня Кузьми Скрябіна, демозапис якої був записаний в останні дні життя Андрія Кузьменка. Присвячена війні на сході України. Оприлюднена вже після смерті співака.
27 серпня 2015 увійшла до фанатської збірки під назвою — «Кінець фільму».

## Про композицію
Кузьма про пісню в своєму останньому інтерв'ю:
|  | То є давним-давно війна. І що там робиться — ті кудись стріляють, другі кудись стріляють, гинуть мирні люди — ніхто нічого не врубається. Наша політика видно має якісь свої види на те діло… Мені 47 років, я завжди думав, що в 47 я буду розумним, поважним чуваком. Я буду знати відповіді на всі питання. Зараз, якщо подивитися на те, що відбувається, я не можу пояснити жодного. Просто констатація факту. Сука-війна… |

## У культурі
- Після смерті Кузьми гурт Скрябін (соліст  Юрко Юрченко) взяв участь в проєкті «Так працює пам'ять» і присвятив пісню 15-річному хлопцю Дані Дідіку, який загинув під час теракту в 2015 році у Харкові.[3]
- У 2020 році пісню переспівав гурт Yurcash за участю музикантів Заслуженого Академічного Ансамблю пісні і танцю Збройних Сил України.[4][5]